# Dharmapur
Dharmapur è una suddivisione dell'India, classificata come census town, di 5.384 abitanti, situata nel distretto di Hooghly, nello stato federato del Bengala Occidentale. In base al numero di abitanti la città rientra nella classe V (da 5.000 a 9.999 persone).

## Geografia fisica
La città è situata a 22° 52' 36 N e 88° 23' 17 E.

## Società

### Evoluzione demografica
Al censimento del 2001 la popolazione di Dharmapur assommava a 5.384 persone, delle quali 2.746 maschi e 2.638 femmine. I bambini di età inferiore o uguale ai sei anni assommavano a 553, dei quali 308 maschi e 245 femmine. Infine, coloro che erano in grado di saper almeno leggere e scrivere erano 3.797, dei quali 2.074 maschi e 1.723 femmine.